# 더글러스 오셔로프
더글러스 딘 오셔로프(영어: Douglas Dean Osheroff, 1945년 8월 1일 ~ )는 미국의 물리학자이다. 1996년에 헬륨-3의 초유체성을 발견한 공로로 데이비드 모리스 리, 로버트 콜먼 리처드슨과 함께 노벨 물리학상을 수상했다.

## 수상 경력
- 1970년 : Oliver E. Buckley Condensed Matter Prize
- 1976년 : Simon Memorial Prize
- 1996년 : 노벨 물리학상